# Christina Anna Skytte

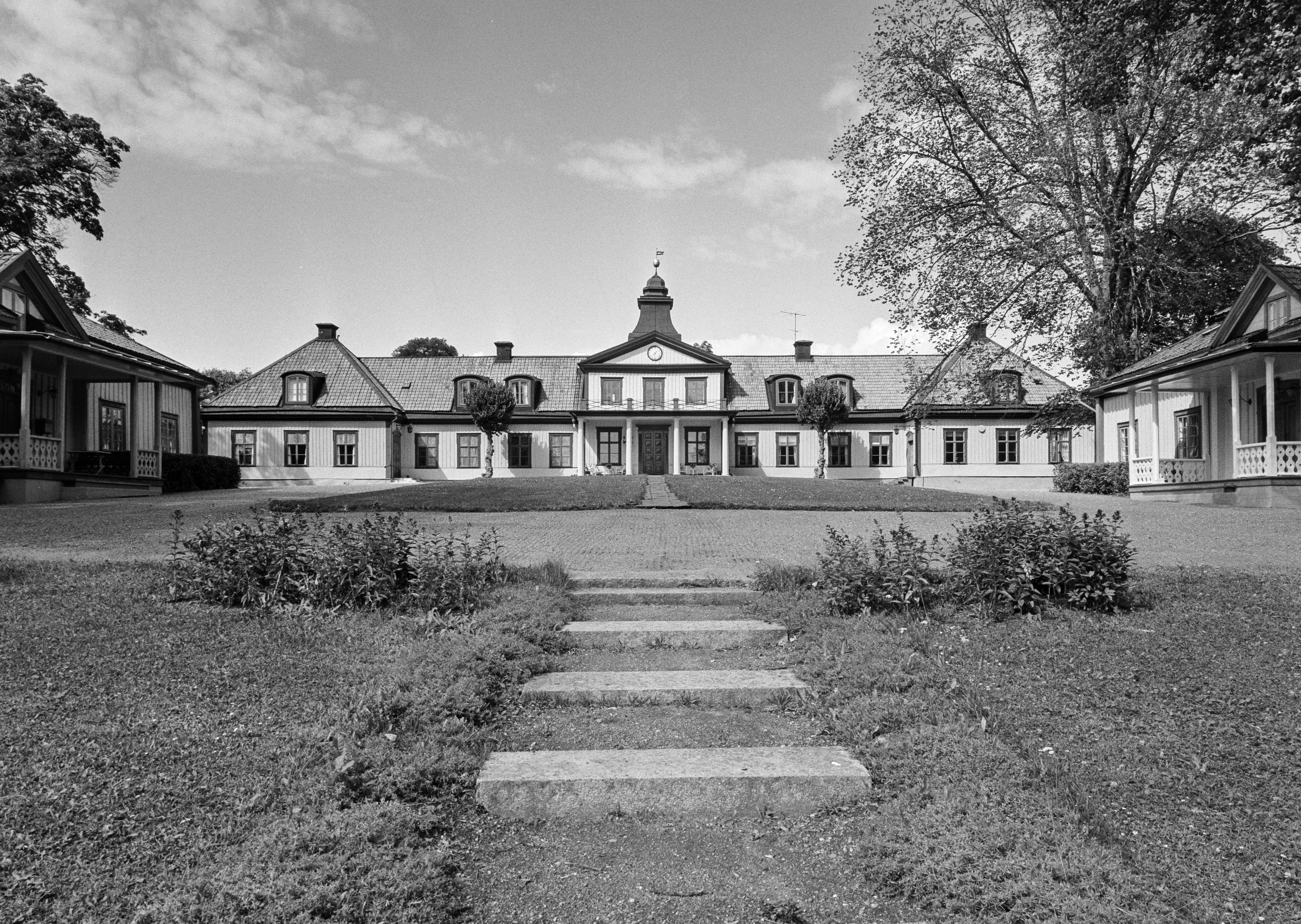
Edeby gård a Ripsa

Christina Anna Skytte (Mönsterås, 9 novembre 1643 – 21 gennaio 1677) baronessa e piratessa svedese.

## Biografia
Christina Anna Skytte nacque nel distretto di Ålems a Mönsterås, in Svezia. Sua madre fu Anna Bielkenstjerna (c. 1617-1663) e suo padre Jacob Skytte af Duderhof (1616-1654) divenne governatore dell'Östergötland tra il 1645 e il 1650. Inoltre, fu nonna di Johan Skytte e nipote di Vendela Skytte.

### Pirateria
Dal 1657 capitanò in segreto una nave pirata assieme al fratello e al compagno, rispettivamente Gustav Skytte e Gustaf Drake, attaccando e saccheggiando altre barche nel Mar Baltico. L'attacco a un mercantile olandese, terminato con la morte dell'intera ciurma assaltata, espose la loro attività e il delegato olandese a Stoccolma chiese una risposta decisa dalle autorità svedesi.

### Processo
Christina Anna e Gustaf Drake si sposarono nel 1662 e fuggirono in Danimarca per evitare l'arresto. Suo fratello non riuscì a scappare: venne giustiziato nell'aprile del 1663. Essendo una donna sposata, venne per la legge del tempo esonerata dalle sue responsabilità, ma il suo sposo si vide confiscate le sue proprietà. nel 1668 tornarono in Svezia. Gustaf Drake venne processato a Göteborg, ma venne perdonato. Poco dopo la coppia si trasferì a Nyköping nella Södermanland.